# Gabe Davis
Gabriel „Gabe“ Davis (geboren am 1. April 1999 in Fernandina Beach, Florida) ist ein US-amerikanischer American-Football-Spieler auf der Position des Wide Receivers. Er spielte College Football für die University of Central Florida und steht seit 2024 bei den Jacksonville Jaguars in der National Football League (NFL) unter Vertrag. Zuvor spielte Davis vier Jahre lang für die Buffalo Bills.

## College
Davis wurde in Fernandina Beach, Florida, geboren und besuchte die Seminole High School in Sanford, an der er erfolgreich Football spielte. Ab 2017 ging Davis auf die University of Central Florida, um College Football für die UCF Knights zu spielen. Bei den Knights war er bereits als Freshman Stammspieler und fing 27 Pässe für 391 Yards und vier Touchdowns. In seinem zweiten Jahr am College konnte Davis 53 Pässe für 815 Yards und sieben Touchdowns fangen. In der Saison 2019 führte Davis sein Team mit 72 gefangenen Pässen an, seine 1241 Yards Raumgewinn waren ein neuer Rekord an seinem College. Dabei gelangen ihm zwölf Touchdowns. Er wurde in das All-Star-Team der American Athletic Conference (AAC) gewählt.

## NFL
Davis wurde im NFL Draft 2020 in der vierten Runde an 128. Stelle von den Buffalo Bills ausgewählt. In seiner ersten NFL-Saison schaffte er es als dritter Wide Receiver neben Stefon Diggs und Cole Beasley in die Stammformation, da der vor ihm gesetzte John Brown verletzungsbedingt mehrere Spiele verpasste. Davis fing als Rookie in der Regular Season 35 Pässe für 599 Yards und sieben Touchdowns. Beim Sieg gegen die Indianapolis Colts in den Play-offs, dem ersten Sieg der Bills in der Postseason nach 25 Jahren, fing Davis vier Pässe für 85 Yards. Infolge der Verpflichtung von Emmanuel Sanders für die Saison 2021 war Davis in seinem zweiten Jahr zunächst nur Ergänzungsspieler, kam aber gegen Ende der Saison häufiger zum Einsatz, als Sanders verletzungsbedingt fehlte. Insgesamt fing Davis 35 Pässe für 549 Yards Raumgewinn und sechs Touchdowns. Bei der 36:42-Niederlage gegen die Kansas City Chiefs in der Divisional Round der Play-offs konnte Davis acht Pässe für 201 Yards fangen und stellte mit vier Touchdowns einen neuen Rekord für die meisten gefangenen Touchdownpässe eines Spielers in einem Play-off-Spiel auf.
Nach dem Karriereende von Sanders rückte Davis zur Saison 2022 in die Stammformation der Bills auf. Er verzeichnete in der Regular Season 48 gefangene Pässe für 836 Yards und sieben Touchdowns. In der Saison 2023 war er einer der Teamkapitäne der Bills und fing 45 Pässe für 746 Yards und sieben Touchdowns.
Im März 2024 unterschrieb Davis einen Dreijahresvertrag im Wert von 39 Millionen US-Dollar bei den Jacksonville Jaguars.

### NFL-Statistiken
| Saison                             | Team          | Spiele | Spiele | Receiving | Receiving | Receiving | Receiving | Receiving | Fumbles | Fumbles |
| Saison                             | Team          | GP     | GS     | Rec       | Yds       | Avg       | Lng       | TD        | Fum     | Lost    |
| ---------------------------------- | ------------- | ------ | ------ | --------- | --------- | --------- | --------- | --------- | ------- | ------- |
| 2020                               | Buffalo Bills | 16     | 11     | 35        | 599       | 17,1      | 56        | 7         | 1       | 0       |
| 2021                               | Buffalo Bills | 16     | 4      | 35        | 549       | 15,7      | 49        | 6         | 0       | 0       |
| 2022                               | Buffalo Bills | 15     | 15     | 48        | 836       | 17,4      | 98        | 7         | 1       | 1       |
| 2023                               | Buffalo Bills | 17     | 17     | 45        | 746       | 16,6      | 57        | 7         | 1       | 1       |
| Total                              | Total         | 64     | 47     | 163       | 2730      | 16,7      | 98        | 27        | 3       | 2       |
| Quelle: pro-football-reference.com |               |        |        |           |           |           |           |           |         |         |